# Чикаго-Гайтс
Чикаго-Гайтс (англ. Chicago Heights, дослівно: Чиказькі Висоти) — місто (англ. city) в США, в окрузі Кук штату Іллінойс. Населення — 27 480 осіб (2020).

## Географія
Чикаго-Гайтс розташоване за координатами 41°30′38″ пн. ш. 87°38′5″ зх. д. / 41.51056° пн. ш. 87.63472° зх. д. (41.510685, -87.634672). За даними Бюро перепису населення США в 2010 році місто мало площу 26,13 км², з яких 26,09 км² — суходіл та 0,03 км² — водойми.

## Демографія
Згідно з переписом 2010 року, у місті мешкало 30 276 осіб у 9587 домогосподарствах у складі 7077 родин. Густота населення становила 1159 осіб/км². Було 11060 помешкань (423/км²).
Расовий склад населення:
| - 41,5 % — чорних або афроамериканців - 38,0 % — білих - 0,6 % — корінних американців - 0,4 % — азіатів - 16,6 % — осіб інших рас |

До двох чи більше рас належало 2,9 %. Частка іспаномовних становила 33,9 % від усіх жителів.
За віковим діапазоном населення розподілялося таким чином: 30,7 % — особи молодші 18 років, 58,7 % — особи у віці 18—64 років, 10,6 % — особи у віці 65 років та старші. Медіана віку мешканця становила 31,2 року. На 100 осіб жіночої статі у місті припадало 95,9 чоловіків; на 100 жінок у віці від 18 років та старших — 90,6 чоловіків також старших 18 років.
Середній дохід на одне домашнє господарство становив 52 470 доларів США (медіана — 41 947), а середній дохід на одну сім'ю — 61 407 доларів (медіана — 50 711). Медіана доходів становила 42 603 долари для чоловіків та 36 569 доларів для жінок. За межею бідності перебувало 28,1 % осіб, у тому числі 38,2 % дітей у віці до 18 років та 15,0 % осіб у віці 65 років та старших.
Цивільне працевлаштоване населення становило 11 674 особи. Основні галузі зайнятості: освіта, охорона здоров'я та соціальна допомога — 23,3 %, виробництво — 16,4 %, науковці, спеціалісти, менеджери — 10,8 %, мистецтво, розваги та відпочинок — 9,0 %.

## Відомі особистості
В поселенні народилися:
- Джон Стоссел (нар. 1947) — американський репортер, журналіст.
- Дон Бейкон (нар. 1963) — американський бригадний генерал ВПС США у відставці, з 2017 р. представляє 2-й виборчій округ штату Небраска у Палаті представників США.
- Тодд Кригєр (нар. 1965) — колишній канадський хокеїст, що грав на позиції крайнього нападника.